# 丸永製菓
丸永製菓株式会社（まるながせいか）は、福岡県久留米市に本社を置く企業。

## 沿革
- 1933年 - 永渕製菓所として久留米市にて創業。菓子類の製造販売業を開始。
- 1956年 - 丸永製菓株式会社に組織変更。
- 1960年 - アイスクリーム製造に進出。
- 1962年 - あいすまんじゅう販売開始。
- 1968年 - アイスクリーム工場を新設。
- 1977年 - 鹿児島営業所開設。
- 1983年 - 宮崎営業所開設。大分営業所開設。
- 2000年 - 北海道市場進出。
- 2001年 - 札幌営業所開設。
- 2002年 - 東京営業所開設。名古屋営業所開設。関東那須工場着工。
- 2003年 - 関東那須工場竣工。
- 2004年 - 大阪営業所開設。広島営業所開設
- 2005年 - 仙台営業所開設。
- 2013年 - 創業80周年。

## 事業所
本社・工場
- 〒830-0003 福岡県久留米市東櫛原町1821

関東那須工場
- 〒329-1325 栃木県さくら市大中511-1

営業所
- 東京、大阪、名古屋、札幌、仙台、広島、九州

## 商品

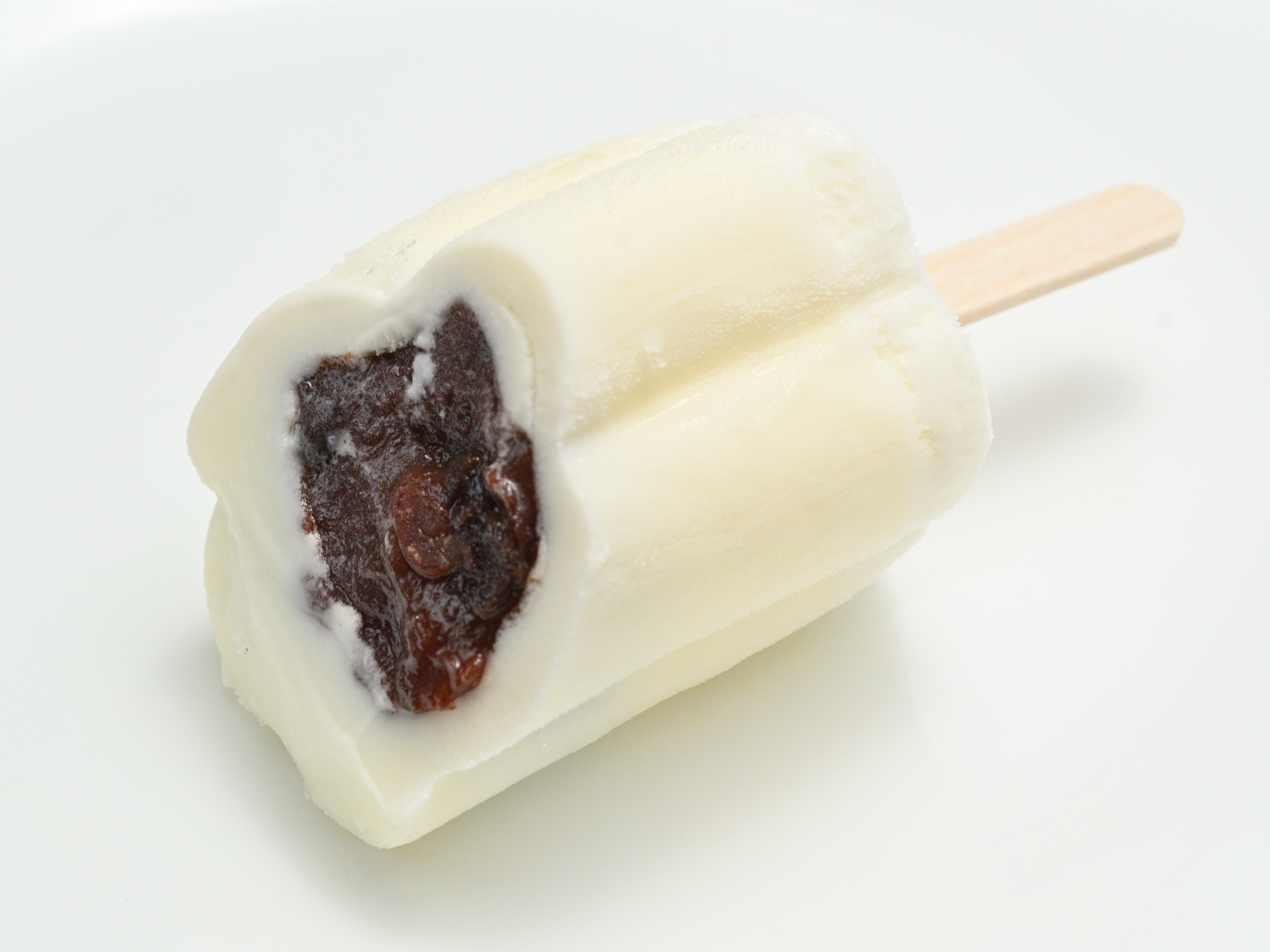
あいすまんじゅう

- あいすまんじゅう
- 白くま
- おとぼけくん
- 恐竜の玉子

## 提供番組
- モーニングジャム『芸能スポーツバン記者826』（FM FUKUOKA）